# 리슈친
리슈친(중국어: 李綉琴, 1992년 8월 18일 ~ )은 대만의 여자 축구 선수이자, 포지션은 미드필더이다. 현재는 타이완 뮬란 풋볼 리그의 가오슝 양신 소속으로 뛰고 있다.

## 클럽 경력
리슈친은 타이둥현에서 아미족의 딸로 태어났으며 2010년부터 2014년까지 국립 타이완 체육 운동 대학에 재학했다. 2012-2013년 대학 축구 리그 1부 시즌에서 국립 타이완 체육 운동 대학의 우승에 기여했고 대회 골든슈를 수상했다. 특히 2013년 3월 8일에 열린 국립 타이완 사범대학과의 결승전 경기에서는 후반전 39분에 페널티킥을 성공시켜 1-1 동점을 만들었다. 국립 타이완 체육 운동 대학은 그의 팀 동료인 라이웨이루, 린카이링이 연장전에서 잇달아 골을 기록하면서 3-1 승리를 차지하게 된다. 2014년 3월 23일에 열린 국립 타이완 사범대학과의 2013-2014년 대학 축구 리그 1부 시즌 결승전에서는 해트트릭을 기록하여 팀의 4-2 승리, 대회 2연패에 기여했고 대회 골든슈를 수상하게 된다. 그는 대학교 재학 시절에 전문 대학 여자 축구 리그 뿐만 아니라 전국 여자 갑조 축구 리그에도 출전했다.
2014년을 기해 전국 여자 갑조 축구 리그가 타이완 뮬란 풋볼 리그로 개편되었다. 리슈친은 당시 타이완 여자 축구의 중심으로 여겨진 클럽인 타이중 블루 웨일에 합류하면서 팀의 주장을 맡았다. 타이중 블루 웨일은 리슈친이 합류한 2014년 시즌에서 정규 리그 최하위를 기록했다. 그러나 2015년 시즌에서 정규 리그 3위에 올랐고 2016년 시즌에서는 정규 리그 준우승을 차지했다. 타이중 블루 웨일은 2017년 타이완 뮬란 풋볼 리그 시즌에서 팀 역사상 1번째 우승을 차지했다. 그는 2018년 정규 리그 시즌에서 15골을 기록하여 골든슈를 수상했고 타이중 블루 웨일의 리그 2연패에 기여했다.
리슈친은 2019년에 타이중시 후이원 고급 중학 여자 축구부의 감독으로 임명되었다. 2019년 시즌에서는 2회 연속으로 정규 리그 골든슈를 수상했는데 당시 타이완 뮬란 풋볼 리그 정규 시즌 최다 골 기록인 19골을 기록했다. 이 기록은 2020년 시즌에서 미셸 파오가 21골을 기록하면서 깨지게 된다. 또한 타이완 뮬란 풋볼 리그 출범 6년 만에 처음으로 통산 50골을 기록한 선수가 되었다. 리슈친은 2019년 시즌에서 팀의 정규 리그 3연패와 종합 우승을 차지했고 MVP를 2차례 수상하는 영예도 안았다. 그는 2020년 정규 리그 시즌에서 11골을 기록했는데 타이중 블루 웨일은 정규 리그 준우승을 차지했다. 또한 2020년에 신설된 뮬란 리그컵에서 준우승을 차지했다. 리슈친은 2021년 시즌 개막을 앞두고 가오슝 양신으로 이적했다.

## 국가대표 경력
리슈친은 베트남에서 개최된 2008년 AFC 여자 아시안컵을 앞두고 있던 중화 타이베이 여자 축구 국가대표팀에 처음 발탁되었는데 중화 타이베이는 조별 예선에서 오스트레일리아에 0-4 패배, 일본에 0-11 패배, 대한민국에 0-2 패배를 기록하면서 탈락했다. 그 뒤로 국가대표팀 경기에 참가하지 않다가 2012년 11월에 중국 선전에서 열린 2013년 EAFF 여자 동아시안컵 2차 예선을 앞두고 있던 중화 타이베이 여자 축구 국가대표팀 명단에 다시 이름을 올렸다. 그는 2012년 11월 20일에 열린 오스트레일리아와의 경기에 교체 출전했는데 중화 타이베이는 오스트레일리아에 0-7 패배를 기록했다.
리슈친은 러시아 카잔에서 열린 2013년 하계 유니버시아드에 참가한 중화 타이베이 여자 유니버시아드 축구 국가대표팀 명단에 이름을 올렸는데 중화 타이베이는 해당 대회에서 8위를 기록했다. 특히 러시아와의 조별 예선 경기에서는 결승골을 기록하여 중화 타이베이의 1-0 승리에 기여했다. 또한 대한민국 인천에서 열린 2014년 아시안 게임, 인도네시아 자카르타·팔렘방에서 열린 2018년 아시안 게임에도 참가했다.
리슈친은 2015년 3월 20일에 타이완 타이베이에서 열린 라오스와의 2016년 리우데자네이루 하계 올림픽 여자 축구 아시아 지역 1차 예선 경기에서 자신의 국가대표팀 첫 골을 기록했는데 중화 타이베이는 라오스에 4-0 승리를 기록했다. 또한 2015년 3월 24일에 타이완 타이베이에서 열린 이란과의 예선 경기에서 결승골을 기록하여 중화 타이베이의 1-0 승리에 기여했다.
리슈친은 2018년 12월 3일에 괌에서 열린 몽골과의 2019년 EAFF E-1 여자 풋볼 챔피언십 2차 예선에서 4골을 기록하여 중화 타이베이의 6-0 승리에 기여했다. 중화 타이베이는 원래 2차 예선에서 중국에 밀려 대한민국에서 열린 본선 진출에 실패했으나 본선에 직행할 예정이었던 조선민주주의인민공화국이 불참을 결정하면서 진출 자격을 승계받았다. 하지만 중화 타이베이는 일본에 0-9 패배, 대한민국에 0-3 패배, 중국에 0-1 패배를 기록하면서 4위로 대회를 마감했다.